# Allograpta centropogonis
Allograpta centropogonis är en tvåvingeart som beskrevs av Nishida 2003. Allograpta centropogonis ingår i släktet Allograpta och familjen blomflugor.
Artens utbredningsområde är Costa Rica. Inga underarter finns listade i Catalogue of Life.